# Dieter Zimmer (Journalist)
Dieter Zimmer (* 19. Dezember 1939 in Leipzig; † 17. Juni 2024 in Wiesbaden) war ein deutscher Fernsehjournalist und Schriftsteller.

## Werdegang

### Ausbildung
Zimmer wuchs in Leipzig (im Stadtteil Gohlis) auf und besuchte dort die Schule. Seinen Vater, einen Polizeioffizier, hat er nicht mehr bewusst kennengelernt. Dieser wurde 1941 möglicherweise unter einem Vorwand wegen politischer Unzuverlässigkeit in einem deutschen Straflager inhaftiert und in den Norden Norwegens verlegt; er kam dort 1942 im Alter von 36 Jahren ums Leben. Im Jahr 1953, als Dieter Zimmer 13 Jahre alt war, floh seine Mutter mit ihm in das zu dieser Zeit noch offene West-Berlin. Von dort wurden beide in ein Flüchtlingslager im Südwesten der Bundesrepublik ausgeflogen und in der Folge zunächst von Bekannten in Baden-Baden aufgenommen. Dort besuchte Zimmer das Markgraf-Ludwig-Gymnasium. Später erfolgte ein Umzug nach Hannover, wo Zimmer sein Abitur an der Goetheschule machte. Im Anschluss daran leistete er seinen Wehrdienst ab.
Zwischen 1961 und 1967 studierte Zimmer an der Ruprecht-Karls-Universität Heidelberg, der Westfälischen Wilhelms-Universität Münster und der Ludwig-Maximilians-Universität München in den Fächern Zeitungswissenschaft, Politologie und Geschichte. Während der Semesterferien erarbeitete sich Zimmer unter anderen bei Continental und Volkswagen, am Theater der Jugend in München und als Taxifahrer das nötige Geld, um sein Studium finanzieren zu können.
Die Schauspielerin Marlene Zimmer ist seine Tochter.

### Berufliche Entwicklung

#### Südwestfunk
Nach Abschluss seines Studiums war Zimmer im Jahr 1968 als Hospitant beim SWF, woraus sich seine spätere Tätigkeit als Fernsehreporter entwickelte, für Regionales, Beiträge in der Tagesschau und als Moderator der Stuttgarter Abendschau.

#### ZDF
Im Jahr 1972 wechselte Zimmer zum ZDF und war dort zunächst als Reporter und Moderator der Sendung Die Drehscheibe tätig. 1973 wurde er Studioredakteur der heute-Nachrichten um 19 Uhr. 1978 wechselte er in die Hauptredaktion Innenpolitik und war an Filmreportagen und Dokumentationen über deutsche Zeitgeschichte, insbesondere über die DDR, beteiligt. Live-Reportagen lieferte er von bedeutenden Ereignissen wie den Besuchen von Helmut Schmidt in der DDR (Dezember 1981) am Werbellinsee und in Güstrow, von Ronald Reagan in Berlin (Juni 1987), Erich Honecker (September 1987) und Michail Gorbatschow in Bonn (Juni 1989).
Von 1981 bis 1999 präsentierte Zimmer im ZDF-Wahlstudio Hochrechnungen und Analysen, von 1984 bis 1989 war er Gastgeber im ZDF-Sonntagsgespräch, von 1984 bis 2002 leitete er die Redaktion Dokumentation und Reportagen. Dabei war er für innenpolitische Themen und unter anderen für Sendungen der Reihen Die ZDF-Reportage, Die ZDF-Dokumentation und Ganz persönlich verantwortlich. 1989 riss ihn ein Schlaganfall aus dem beruflichen und privaten Alltag, eine Erfahrung, die er später in einem Buch verarbeitete. Nach einem zweiten, weniger schweren Schlaganfall widmete sich Zimmer auch im Fernsehen diesem Thema. Er trat bei Hans Mohl in der Sendung Gesundheitsmagazin Praxis auf und berichtete über seine Krankheit. Ziel der Sendung war es vor allem, die Bevölkerung auf Vorboten eines drohenden Schlaganfalls hinzuweisen. Von 1994 bis 2010 war Zimmer Moderator der Reihe „Leipziger Gespräche“ im Gewandhaus in Leipzig. 2002 schied er beim ZDF aus.

„Dieter Zimmer war immer ein Reporter, der Distanz zu den Personen und Themen seiner Arbeit hielt, aber sie gerade dadurch klar und verständlich erfasste. Dieter Zimmers Instinkt für Wichtiges, sein untrügliches Gefühl für Geschichten wird den Dokumentationen und Reportagen des ZDF künftig fehlen.“

#### Schriftsteller
Seit 1980 betätigte sich Zimmer auch als Autor. Einige seiner Romane und Sachbücher sind autobiografisch gefärbt. Sein Erstling Für’n Groschen Brause, der sich mit seiner Kindheit im Leipzig der Nachkriegszeit und den Umständen seiner Flucht aus der DDR beschäftigt, wurde 1983 für das Fernsehen verfilmt; 1994/1995 gelangte auch sein Buch Kalifornisches Quartett als Dreiteiler ins Fernsehen. Sein Geburtsort Leipzig war für Zimmer Dreh- und Angelpunkt vielfältiger Betrachtung, so in den Sachbüchern Mein Leipzig – lob ich’s mir? und Leipzig – Phönix aus viel Asche, deren Basis seine gleich betitelten ZDF-Fernsehreportagen aus den Jahren 1980 und 1991 waren.

## Auszeichnungen
Zimmer wurde 1984 mit dem Jakob-Kaiser-Preis für die Verfilmung seines Buches bzw. Drehbuches zu Für’n Groschen Brause und 1988 mit dem Adolf-Grimme-Preis in Gold für Phantom-Fieber (zusammen mit Hartmut Schoen und Carl-Franz Hutterer) ausgezeichnet.

## Werke

### Romane
- Für’n Groschen Brause. Scherz, Bern 1980. ISBN 3-404-10183-9.
- Alles in Butter. Scherz. Bern 1982. ISBN 3-404-10650-4.
- Wunder dauern etwas länger. Scherz. Bern 1984. ISBN 3-502-11898-1.
- Kalifornisches Quartett. Lübbe. Bergisch Gladbach 1987. ISBN 3-404-71504-7.
- Das Mädchen vom Alex. Lübbe. Bergisch Gladbach 1989. ISBN 3-404-11711-5.
- Das Hochzeitsfoto.[10] Engelhorn. Stuttgart 1992. ISBN 3-87203-128-7.
- Bitte rechts ranfahren. Lübbe. Bergisch Gladbach 1994. ISBN 3-404-12440-5.
- Wie im richtigen Leben. Lübbe. Bergisch Gladbach 1998. ISBN 3-7857-0907-2.
- Wiedersehn in alter Frische. Lübbe. Bergisch Gladbach 2000. ISBN 3-404-14829-0.
- Mit 33 auf der Route 66. Hohenheim. Stuttgart/Leipzig 2006. ISBN 3-89850-146-9.

### Sachbücher
- Mein Leipzig – lob ich’s mir? Eulen-Verlag. Freiburg (Brsg.) 1984. ISBN 3-89102-201-8.
- Wenn der Mensch zum Vater wird. Falken. Niedernhausen 1986. ISBN 3-404-11281-4. Neuer Titel: Vater werden – Vater sein. Lübbe. Bergisch Gladbach 1999. ISBN 3-8068-4259-0.
- mit Carl-Ludwig Paeschke: Auferstanden aus Ruinen. Deutsche Verlags-Anstalt. München 1989. ISBN 3-421-06516-0.
- (Hrsg.): Mein Sachsen. Straube. Erlangen, Bonn, Wien 1990. ISBN 3-927491-23-3.
- Leipzig – Phönix aus viel Asche. Eulen. München 1991. ISBN 3-89102-230-1.
- mit Carl-Ludwig Paeschke (Hrsg.): Das Tor. Deutsche Verlags-Anstalt. München 1991. ISBN 3-421-06601-9.
- (Hrsg.): Dramatische Augenblicke. Econ. Berlin 1993. ISBN 3-421-06637-X.
- mit Carl-Ludwig Paeschke: Dresden – Geschichten einer Stadt. Brandenburgisches Verlagshaus. Berlin 1994. ISBN 3-89488-074-0.
- Die gelbe Karte.[11] Lübbe. Bergisch Gladbach 1996. ISBN 3-404-61361-9.
- (Hrsg.): Deutschlands First Ladies. Deutsche Verlags-Anstalt. München 1998. ISBN 3-421-05125-9.
- Deutsches Allerlei: Erinnerungen an ein merk-würdiges Heimatland. Hohenheim. Stuttgart, Leipzig 2003. ISBN 3-89850-087-X.

### Sonstige Veröffentlichungen
- (Hrsg.): Beliebte Autoren des 19. Jahrhunderts – englischer Humor. Falken. Niedernhausen 1989. ISBN 3-8068-4463-1.
- Besuch bei Hans In: Die Tageszeitung, 7. Mai 2005